# マップカバオ駅
マップカバオ駅（マップカバオえき、タイ語:สถานีรถไฟมาบกะเบา）は、タイ王国中部サラブリー県ケンコーイ郡にある、タイ国有鉄道東北線の駅である。

## 概要
マップカバオ駅は、タイ王国中部サラブリー県の人口約10万人が暮らすケンコーイ郡に位置する。駅の正面側は南向きであり、町の中心部に位置するが、小さな町である。
バンコクから134.30km地点に位置しており、一等駅であるが特急、急行は停車せず、1日当たり12列車（6往復）の発着があり、その内訳は快速4往復、普通2往復である。当駅より西側は複線区間であり、東側は単線区間である。
当駅構内には、西日本旅客鉄道（JR西日本）より無償譲渡されたキハ58系気動車が休車状態で多数留置されていたが、2017年頃を境に、ほとんどが姿を消している。
2024年、長大トンネルを経由するバイパス新線が開通したことで当駅は分岐駅となった。

## 歴史
タイ最初の官営鉄道であるクルンテープ駅 - アユタヤ駅間が1897年3月26日に開業した。その後ナコンラチャシーマに向け路線を延長し、1898年3月3日にムワックレック駅まで延伸開業したことに伴い、当駅が開業した。
- 1897年3月26日 【開業】クルンテープ駅 - アユタヤ駅 (71.08km)
- 1897年5月1日 【開業】アユタヤ駅 - ケンコーイ駅 (54.02km)
- 1898年3月3日 【開業】ケンコーイ駅 - ムワックレック駅 (27.20km)

## 駅構造
単式及び島式2面の複合型ホーム3面3線をもつ地上駅であり、駅舎はホームに面している。この他6線の側線がある。

## 駅周辺
国道2号線まで200m程であり、国道沿いにバス停留所、商店等がある。